# Hvidbåndet humlesvirreflue
Hvidbåndet Humlesvirreflue (Volucella pellucens) er en 15-16mm lang svirreflue, som er udbredt i det mest af Europa, over Asien til Japan. Den voksne svirreflue færdes primært i skov men træffes også i haver og eng.